# Tuzantla, Veracruz
Tuzantla är en ort i Mexiko.   Den ligger i kommunen La Perla och delstaten Veracruz, i den sydöstra delen av landet, 210 km öster om huvudstaden Mexico City. Tuzantla ligger 2 026 meter över havet och antalet invånare är 875.
Terrängen runt Tuzantla är bergig åt nordväst, men åt sydost är den kuperad. Runt Tuzantla är det ganska tätbefolkat, med 199 invånare per kvadratkilometer. Närmaste större samhälle är Orizaba, 13,1 km sydost om Tuzantla. I omgivningarna runt Tuzantla växer huvudsakligen savannskog.